# Educampo
O Projeto Educampo é uma iniciativa do Sebrae introduzida em 1997 em Minas Gerais, idealizado como um modelo de assistência gerencial e tecnológica intensiva, para grupos de produtores de uma mesma atividade econômica, vinculados a uma agroindústria. Hoje o Projeto monitora o custo de produção de mais de 900 fazendas produtoras de leite nos estados de ES e MG. Não há nenhum projeto ou empresa de assistência técnica no Brasil que detém tantas informações importantes para o setor como este. A avaliação dos custos de produção e de alguns indicadores técnicos que servem como referência para as demais propriedades de leite no país tem sido alvo de vários estudos em respeitadas instituições do setor. No tópico Estudos publicados segue uma lista de artigos, monografias e teses que utilizaram as informações do Projeto Educampo em seus estudos.
O Projeto procura agregar ao conceito da assistência técnica tradicional, a gestão de negócios, normalmente uma das maiores deficiências encontradas junto aos empresários rurais, ampliando a capacidade do produtor em gerir sua atividade. Esse diferencial permite aplicar melhorias técnicas capazes de imprimir ganhos quantitativos e qualitativos ao produto primário, melhorando os indicadores tecnológicos e econômicos das propriedades.
Para a empresa parceira, a garantia de oferta de matéria-prima mais adequada às necessidades do mercado em quantidade e qualidade, e a aproximação com seus fornecedores facilitando seu processo de planejamento e reduzindo, conseqüentemente, as incertezas em torno do negócio, são benefícios diretos de sua participação no Projeto.
Inicialmente proposto para a cadeia produtiva do leite, o modelo se mostrou aplicável e útil a outras cadeias produtivas, sendo estendido às atividades de cana-de-açúcar, café e Frutas.
Dentre esses estudos, inicialmente, sugiram alguns indicadores técnicos como referência para Minas Gerais, relacionados ao gasto e eficiência de utilização do concentrado, da mão-de-obra, além da produtividade por área etc. Esses números vêm sendo utilizados como benchmarking pelos técnicos e produtores de leite, que procuram obter maiores lucros nas suas atividades.
No entanto, Nascif (2008)
  fez um comparativo entre 4 regiões de Minas Gerais (Central Mineira, Sul/Sudoeste de Minas, Triangulo/Alto Paranaíba e Vale do Mucuri) para avaliar o perfil tecnológico e econômico. Devido às grandes diferenças edafoclimáticas e culturais existentes dentre elas, constatou-se que o estabelecimento de indicadores-referência não pode ser feito de maneira generalizada. Já que cada uma dessas regiões possui um sistema de produção diferente e, por conseqüência, as fazendas mais eficientes economicamente diferem bastante umas das outras, quando comparadas dentre regiões.
Portanto, o objetivo e as metas de produtividade de técnicos e produtores no Vale do Muruci serão totalmente diferentes das demais regiões. Bem como cada uma das outras regiões diferem das demais.

## Princípios do Projeto
- Seis princípios básicos norteiam o Projeto Educampo
  - Cadeia produtiva;
  - Consultoria tecnológica e gerencial;
  - Pagamento do serviço pelos produtores;
  - Grupo de produtores e efeito-demonstração;
  - Parceria operacional com a agroindústria ou cooperativa;
  - Avaliação sistemática de resultados.

## Estudos publicados
Abaixo segue lista de estudos que levaram em consideração os dados do Projeto.

### - Artigos publicados em jornais, revistas e sites especializados
- LOBATO, D.N. [2007]. Leite em alta é igual a maior lucro? Disponível em:<http://www.milkpoint.com.br/default.asp?noticiaID=39058&actA=7&areaID=50&secaoID=128> Acesso em: 10 de dezembro de 2009.
- LOBATO, D.N. [2008]. Análise da rentabilidade de fazendas produtoras de genética em Minas Gerais. Disponível em: <http://www.milkpoint.com.br/default.asp?noticiaID=42920&actA=7&areaID=50&secaoID=128> Acesso em: 10 de dezembro de 2009.
- LUCCHI, B.B. [2008]. Leite x Concentrado e a importância do gerenciamento. Disponível em: <http://www.milkpoint.com.br/default.asp?noticiaID=44279&actA=7&areaID=50&secaoID=128> Acesso em: 10 de dezembro de 2009.
- GOMES, S,T. [2003]. Educampo dá Lucro. Disponível em: <http://www.ufv.br/der/docentes/stg/stg_artigos/Art_159%20-%20EDUCAMPO%20D%C1%20LUCRO%20%2811-10-02%29.pdf> Acessado em: 10 de dezembro de 2009.
- BALBINO, M.S., FREITAS, P.M.,TEIXEIRA, A.F. [2003]. SOFTWARE PCCLEITE: UM SISTEMA DE CONTROLE DE CUSTOS E ACOMPANHAMENTO DA ATIVIDADE LEITEIRA. Disponível em: <https://web.archive.org/web/20101008150437/http://www.sbiagro.org.br/pdf/iv_congresso/art117.pdf> Acessado em: 10 de dezembro de 2009.

### - Monografias
- LOBATO, D.N. (2007); BRASIL, J.B. (2007); SOUZA, F.L. de (2008); MARIANELLI, C. (2008); NEIVA, T.U. (2008); COELHO JÚNIOR, R.R. (2008); DETONI, R. (2008), COSTA, M.T. da (2009) e SOARES. G.H. (2009).

Todas defendidas por acadêmicos do curso de Zootecnia da Universidade Federal de Viçosa, considerada pelo Guia do Estudante, o melhor curso do Brasil.

### - Teses de Mestrado
- LIMA JÚNIOR, A.C. de S., M.Sc., Universidade Federal de Goiás, 2005. Assistência Técnica à Produção de Leite: estudo de caso do projeto educampo. Orientador: Jose Ferreira de Noronha.
- NASCIF, Christiano, M.Sc., Universidade Federal de Viçosa, agosto 2008. Análise de Indicadores técnicos e econômicos para identificar indicadores-referência de sistemas de produção de leite em quatro mesorregiões do Estado de Minas Gerais. Orientador: José Maurício de Souza Campos. Co-orientadores: Edênio Detmann e Sebastião Teixeira Gomes.
- CAMILO, M., M.Sc., Universidade Federal de Viçosa, 2008. Indicadores-referência de eficiência técnica e econômica das empresas produtoras de leite participantes do projeto educampo em ituiutaba, minas gerais.
- LOBATO, D.N., M.Sc., Universidade Federal de Viçosa, 2009. Avaliação De Indicadores Zootécnicos E Econômicos em duas regiões produtoras de Leite no estado de Minas Gerais. Orientador: Edenio Detmann.
- RESENDE, J.C., M.Sc., da EMBRAPA – Gado de Leite pela Universidade Federal de Lavras, 2010.
- SOUZA, K.M., M.Sc., Universidade Federal de Viçosa, 2009. Evolução dos indicadores zootécnicos e econômicos da atividade leiteira em Pinheiros-ES, Um estudo de caso. Orientador: Dilermando Miranda da Fonseca. Co-orientadores: José Maurício de Souza Campos e Cristina Mattos Veloso.